# 石園座多久虫玉神社

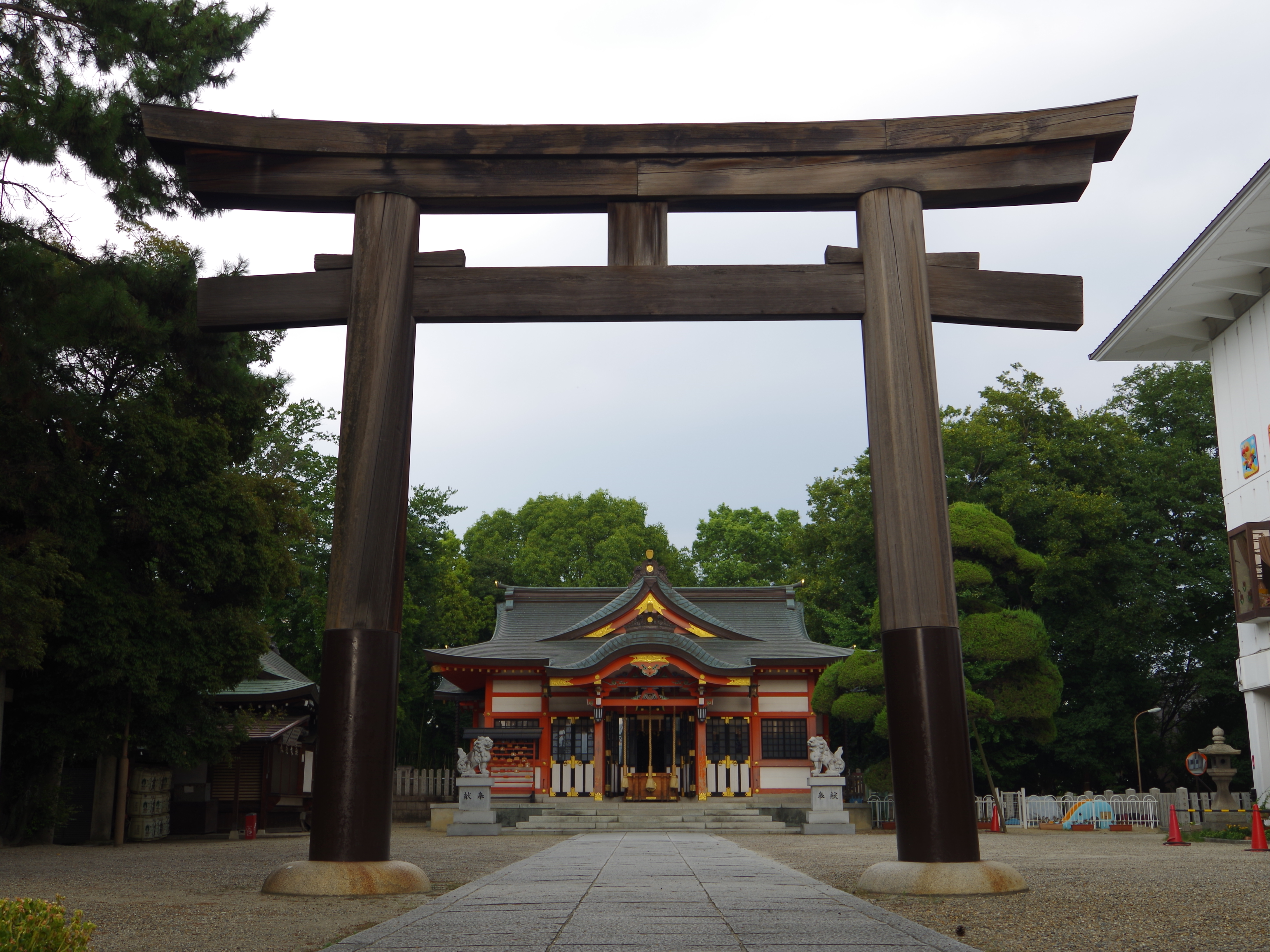
鳥居

石園座多久虫玉神社（いわぞのにいます-たくむしたまじんじゃ、いそのにます-たくむしたまじんじゃ）は、奈良県大和高田市片塩町に鎮座する神社である。式内大社で、旧社格は県社。通称竜王宮として地元住民からは篤い信仰を集めている。
尚、横大路に沿うように、大神神社を龍の頭、当神社を龍の胴、葛城市の長尾神社を龍の尾とする伝承がある。

## 祭神

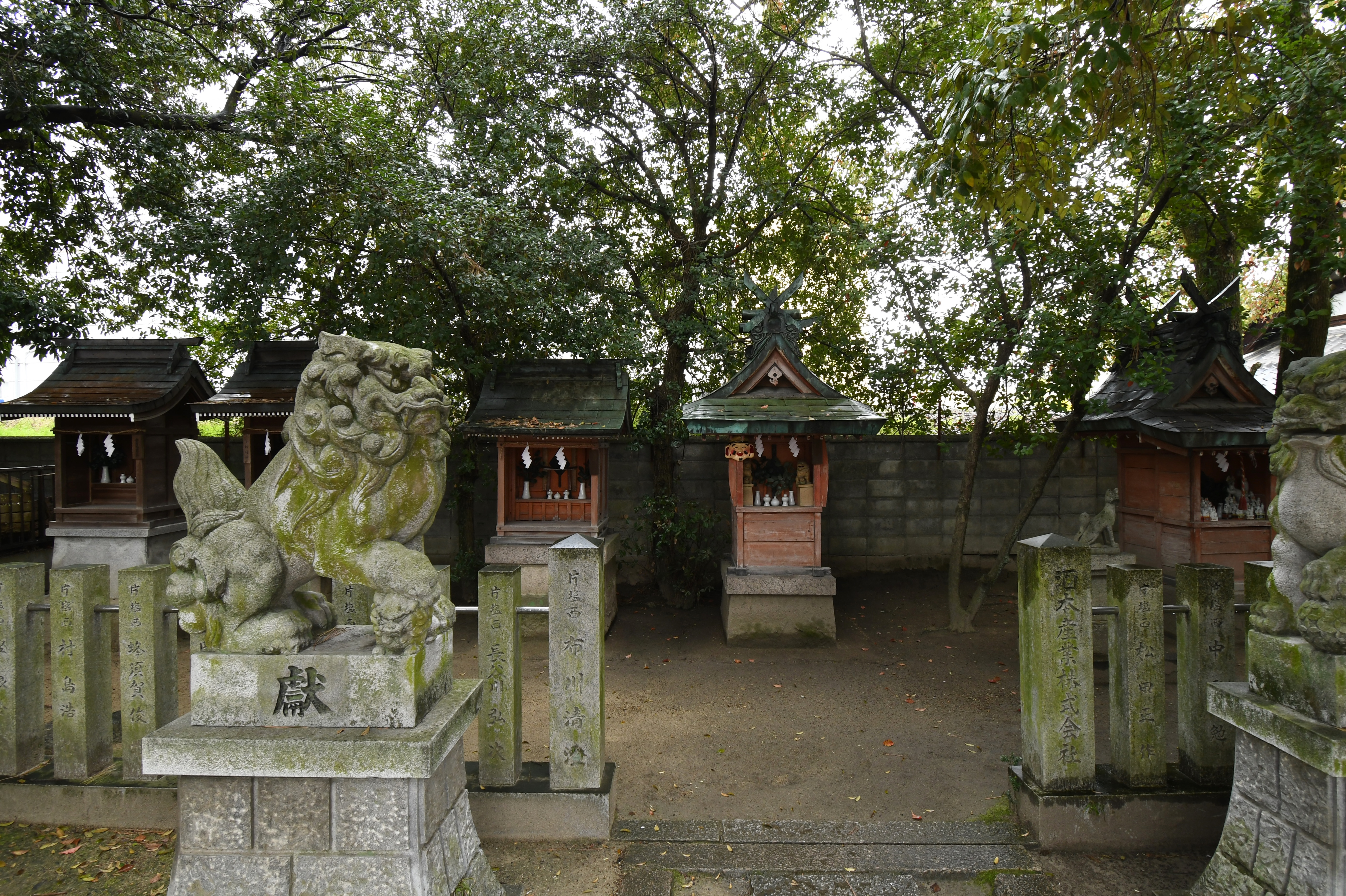
境内社

建玉依比古命・建玉依比賣命を主祭神とし、豊玉比古命・豊玉比賣命を配祀する。建玉依比古命とは、賀茂別雷神社（上賀茂神社）摂社・土師尾社や日吉大社摂社・樹下若宮に祀られる鴨玉依比古命のこととされる。ただし、社名からは、本来の祭神は「多久虫玉神」ということになる。「虫」は「豆（づ）」の誤記という説もあり、『大和の神祭祀』（田中昭三 編著）では、当社の本来の祭神は多久頭魂神と下照姫命であろうと唱えられている。

## 歴史

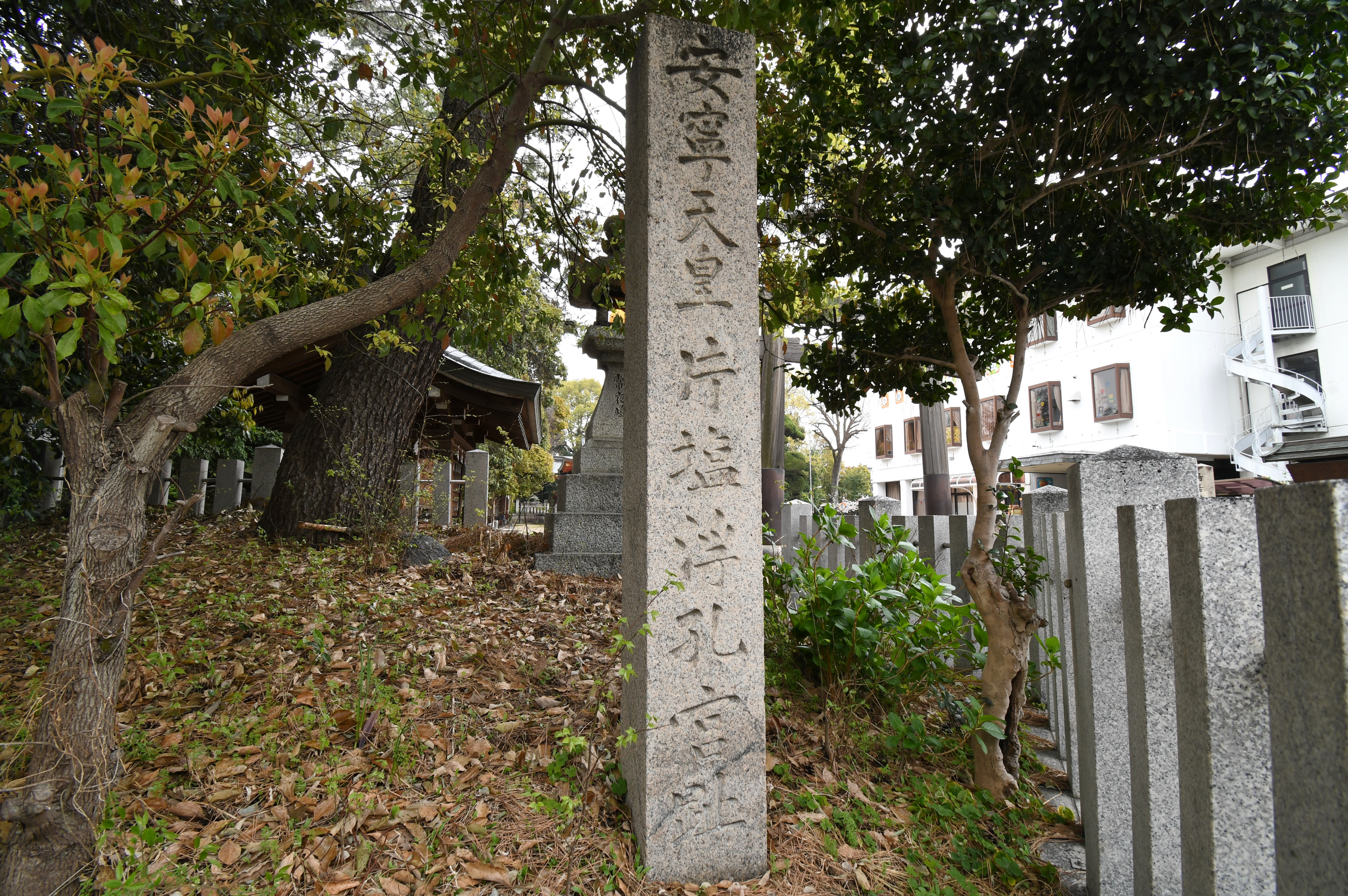
安寧天皇片塩浮穴宮跡碑

### 概史
創建年代は不明であるが、第三代安寧天皇の時代の都である片塩浮穴宮跡の伝承地に鎮座している。崇神天皇の時代に勅祭が行われたと伝えられる。延喜式神名帳では「大和国葛下郡 石園坐多久虫玉神社 二座」と記載され、大社に列し、月次・新嘗の幣帛に預ると記されている。
古くは「射園神：いそのかみ」と呼ばれたという。石上神宮がある石上（いそのかみ）と何らかの関係があるのか興味深い。また、宮中に祀られていた園神神社と関係があるとの説もある。
昭和6年（1931年）に県社に昇格した。昭和41年（1966年）、神社本庁の別表神社に加列された。

### 神階
- 天安3年（859年）1月27日、従五位下から従五位上（『日本三代実録』）- 表記は「石園多久豆玉神」

## アクセス
- 鉄道：近畿日本鉄道南大阪線高田市駅下車すぐ。
- 道路：国道166号